# Chaz Davies
Chaz Davies, född 10 februari 1987 i Knighton, Storbritannien, är en brittisk roadracingförare som sedan 2009 tävlat i Supersport i Roadracing-VM. Han blev världsmästare 2011. Tidigare har han tävlat i Grand prix-klasserna MotoGP (2007), 250GP (2003-2006) och 125GP (2002).
Han körde en Yamaha YZF R6 för Yamaha Parkingo Team i Supersport-VM 2011. Davies tog sin första seger detta år och säkrade VM-titeln i säsongens näst sista deltävling. Från säsongen 2012 kör han Superbike-VM.
Av övriga meriter märks segern 2008 i Daytona 200 Miles.